# Campionato europeo maschile di pallamano

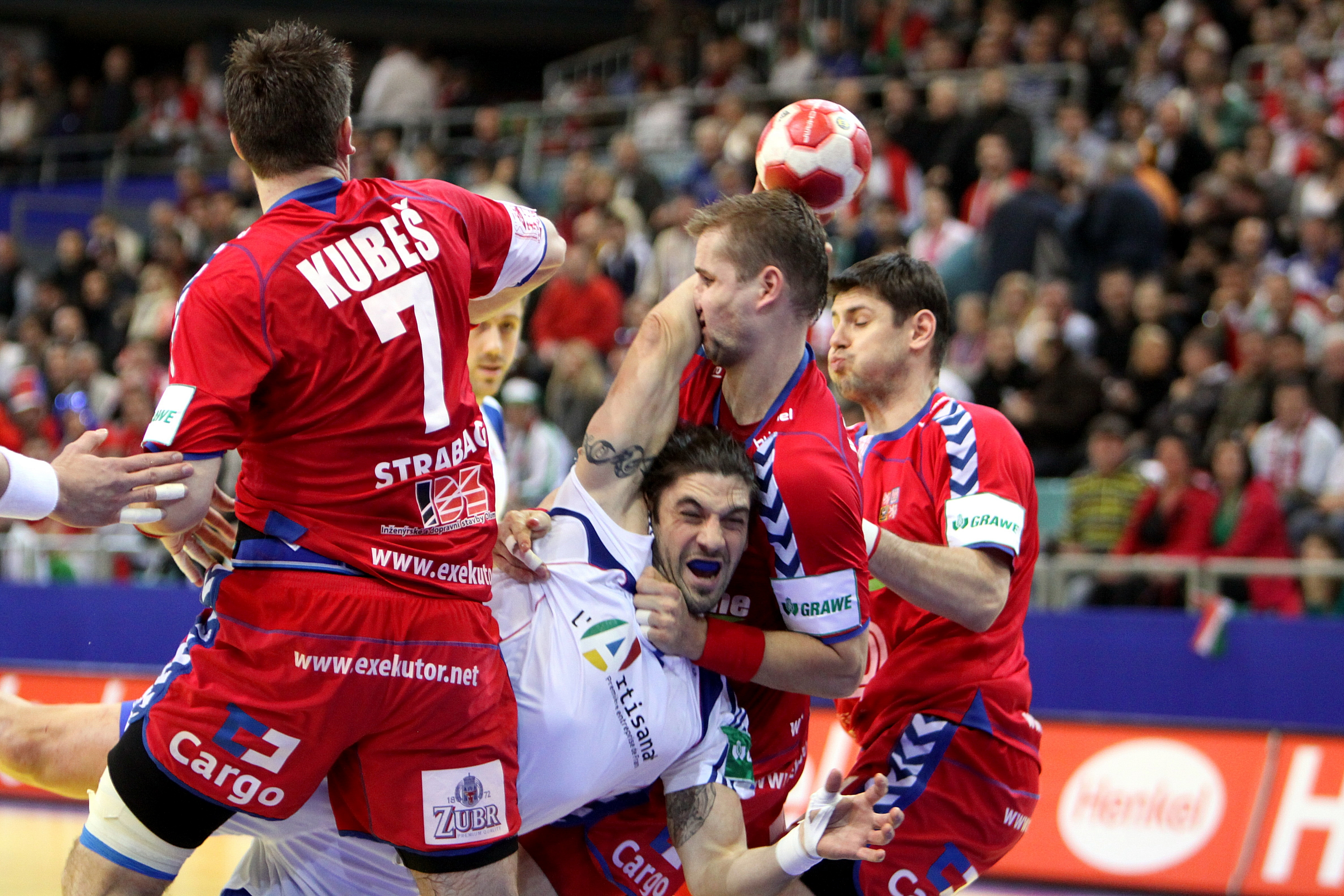
Un'azione di gioco di Repubblica Ceca-Francia, 3ª partita del gruppo D dei turni preliminari del campionato europeo maschile di pallamano 2010.

Il Campionato europeo maschile di pallamano è la principale competizione internazionale europea di pallamano maschile e si tiene ogni due anni. Serve anche come torneo di qualificazione per il campionato mondiale. La nazionale svedese è la squadra con il maggior numero di trionfi con cinque affermazioni; la rappresentativa spagnola è arrivata per sei volte in finale, vincendo solo due volte (nel 2018 e nel 2020).

## Albo d'oro
| Anno          | Ospitante                  | Finale    | Finale    | Finale    | Finale terzo e quarto posto | Finale terzo e quarto posto | Finale terzo e quarto posto |
| Anno          | Ospitante                  | Vincitore | Risultato | 2º posto  | 3º posto                    | Risultato                   | 4º posto                    |
| ------------- | -------------------------- | --------- | --------- | --------- | --------------------------- | --------------------------- | --------------------------- |
| 1994 Dettagli | Portogallo                 | Svezia    | 34–21     | Russia    | Croazia                     | 24–23                       | Danimarca                   |
| 1996 Dettagli | Spagna                     | Russia    | 23–22     | Spagna    | Jugoslavia                  | 26–25                       | Svezia                      |
| 1998 Dettagli | Italia                     | Svezia    | 25–23     | Spagna    | Germania                    | 30–28 dts                   | Russia                      |
| 2000 Dettagli | Croazia                    | Svezia    | 32–31     | Russia    | Spagna                      | 24–23                       | Francia                     |
| 2002 Dettagli | Svezia                     | Svezia    | 33–31     | Germania  | Danimarca                   | 29–22                       | Islanda                     |
| 2004 Dettagli | Slovenia                   | Germania  | 30–25     | Slovenia  | Danimarca                   | 31–27                       | Croazia                     |
| 2006 Dettagli | Svizzera                   | Francia   | 31–23     | Spagna    | Danimarca                   | 32–27                       | Croazia                     |
| 2008 Dettagli | Norvegia                   | Danimarca | 24–20     | Croazia   | Francia                     | 36–26                       | Germania                    |
| 2010 Dettagli | Austria                    | Francia   | 25–21     | Croazia   | Islanda                     | 29–26                       | Polonia                     |
| 2012 Dettagli | Serbia                     | Danimarca | 21–19     | Serbia    | Croazia                     | 31–27                       | Spagna                      |
| 2014 Dettagli | Danimarca                  | Francia   | 41–32     | Danimarca | Spagna                      | 29–28                       | Croazia                     |
| 2016 Dettagli | Polonia                    | Germania  | 24–17     | Spagna    | Croazia                     | 31–27                       | Norvegia                    |
| 2018 Dettagli | Croazia                    | Spagna    | 32–29     | Svezia    | Francia                     | 29–23                       | Danimarca                   |
| 2020 Dettagli | Austria Norvegia Svezia    | Spagna    | 22-20     | Croazia   | Norvegia                    | 28-20                       | Slovenia                    |
| 2022 Dettagli | Slovacchia Ungheria        | Svezia    | 27-26     | Spagna    | Danimarca                   | 35-32                       | Francia                     |
| 2024 Dettagli | Germania                   | Francia   | 33-31     | Danimarca | Svezia                      | 34-31                       | Germania                    |
| 2026 Dettagli | Danimarca Svezia Norvegia  |           |           |           |                             |                             |                             |
| 2028 Dettagli | Spagna Portogallo Svizzera |           |           |           |                             |                             |                             |

## Medagliere
| Pos. | Squadra   | 1º posto | 2º posto | 3º posto | Totale |
| ---- | --------- | -------- | -------- | -------- | ------ |
| 1    | Svezia    | 5        | 1        | 0        | 6      |
| 2    | Francia   | 4        | 0        | 1        | 5      |
| 3    | Spagna    | 2        | 5        | 2        | 9      |
| 4    | Danimarca | 2        | 1        | 4        | 7      |
| 5    | Germania  | 2        | 1        | 1        | 4      |
| 6    | Russia    | 1        | 2        | 0        | 3      |
| 7    | Croazia   | 0        | 3        | 2        | 5      |
| 8    | Serbia    | 0        | 1        | 1        | 2      |
| 9    | Slovenia  | 0        | 1        | 0        | 1      |
| 10   | Islanda   | 0        | 0        | 1        | 1      |
| 11   | Norvegia  | 0        | 0        | 1        | 1      |

- I risultati della Jugoslavia sono considerati facenti parte dell'attuale Serbia.

## Nazioni partecipanti
| Nazione              | 1994 | 1996 | 1998 | 2000 | 2002 | 2004 | 2006 | 2008 | 2010 | 2012 | 2014 | 2016 | 2018 | 2020 | 2022 | Partecipazioni |
| -------------------- | ---- | ---- | ---- | ---- | ---- | ---- | ---- | ---- | ---- | ---- | ---- | ---- | ---- | ---- | ---- | -------------- |
| Croazia              | 3º   | 5º   | 8º   | 6º   | 16º  | 4º   | 4º   | 2º   | 2º   | 3º   | 4º   | 3º   | 5º   | 2º   | 8º   | 15             |
| Francia              | 6º   | 7º   | 7º   | 4º   | 6º   | 6º   | 1º   | 3º   | 1º   | 11º  | 1º   | 5º   | 3º   | 14º  | 4º   | 15             |
| Spagna               | 5º   | 2º   | 2º   | 3º   | 7º   | 10º  | 2º   | 9º   | 6º   | 4º   | 3º   | 2º   | 1º   | 1º   | 2º   | 15             |
| Russia               | 2º   | 1º   | 4º   | 2º   | 5º   | 5º   | 6º   | 14º  | 12º  | 15º  | 9º   | 9º   | -    | 22º  | 9º   | 14             |
| Germania             | 9º   | 8º   | 3º   | 9º   | 2º   | 1º   | 5º   | 4º   | 10º  | 7º   | -    | 1º   | 9º   | 5º   | 7º   | 14             |
| Danimarca            | 4º   | 12º  | -    | 10º  | 3º   | 3º   | 3º   | 1º   | 5º   | 1º   | 2º   | 6º   | 4º   | 13º  | 3º   | 14             |
| Svezia               | 1º   | 4º   | 1º   | 1º   | 1º   | 7º   | -    | 5º   | 15º  | 12º  | 7º   | 8º   | 2º   | 7º   | 1º   | 14             |
| Slovenia             | 10º  | 11º  | -    | 5º   | 12º  | 2º   | 8º   | 10º  | 11º  | 6º   | -    | 14º  | 8º   | 4º   | 16º  | 13             |
| Ungheria             | 7º   | 10º  | 6º   | -    | -    | 9º   | 13º  | 8º   | 14º  | 8º   | 8º   | 12º  | 14º  | 9º   | 15º  | 13             |
| Islanda              | -    | -    | -    | 11º  | 4º   | 13º  | 7º   | 11º  | 3º   | 10º  | 5º   | 13º  | 13º  | 11º  | 6º   | 12             |
| Serbia1              | -    | 3º   | 5º   | -    | 10º  | 8º   | 9º   | -    | 13º  | 2º   | 13º  | 15º  | 12º  | 20º  | 14º  | 12             |
| Rep. Ceca            | -    | 6º   | 10º  | -    | 8º   | 11º  | -    | 13º  | 8º   | 14º  | 15º  | -    | 6º   | 12º  | 13º  | 12             |
| Polonia              | -    | -    | -    | -    | 15º  | 16º  | 10º  | 7º   | 4º   | 9º   | 6º   | 7º   | -    | 21º  | 12º  | 10             |
| Norvegia             | -    | -    | -    | 8º   | -    | -    | 11º  | 6º   | 7º   | 13º  | 14º  | 4º   | 7º   | 3º   | 5º   | 10             |
| Portogallo           | 12º  | -    | -    | 7º   | 9º   | 14º  | 15º  | -    | -    | -    | -    | -    | -    | 6º   | 19º  | 7              |
| Ucraina              | -    | -    | -    | 12º  | 11º  | 15º  | 12º  | -    | 16º  | -    | -    | -    | -    | 19º  | 24º  | 7              |
| Macedonia del Nord   | -    | -    | 12º  | -    | -    | -    | -    | -    | -    | 5º   | 10º  | 11º  | 10º  | 15º  | 22º  | 7              |
| Bielorussia          | 8º   | -    | -    | -    | -    | -    | -    | 16º  | -    | -    | 12º  | 10º  | 11º  | 10º  | 17º  | 7              |
| Montenegro           |      |      |      |      |      |      |      | 12º  | -    | -    | 16º  | 16º  | 16º  | 18º  | 11º  | 6              |
| Austria              | -    | -    | -    | -    | -    | -    | -    | -    | 9º   | -    | 11º  | -    | 15º  | 8º   | 20º  | 5              |
| Svizzera             | -    | -    | -    | -    | 13º  | 12º  | 14º  | -    | -    | -    | -    | -    | -    | 16º  | -    | 4              |
| Slovacchia           | -    | -    | -    | -    | -    | -    | 16º  | 16º  | -    | 16º  | -    | -    | -    | -    | 18º  | 4              |
| Romania              | 11º  | 9º   | -    | -    | -    | -    | -    | -    | -    | -    | -    | -    | -    | -    | -    | 2              |
| Bosnia ed Erzegovina | -    | -    | -    | -    | -    | -    | -    | -    | -    | -    | -    | -    | -    | 23º  | 23º  | 2              |
| Lituania             | -    | -    | 9º   | -    | -    | -    | -    | -    | -    | -    | -    | -    | -    | -    | 21º  | 2              |
| Paesi Bassi          | -    | -    | -    | -    | -    | -    | -    | -    | -    | -    | -    | -    | -    | 17º  | 10º  | 2              |
| Israele              | -    | -    | -    | -    | 14º  | -    | -    | -    | -    | -    | -    | -    | -    | -    | -    | 1              |
| Italia               | -    | -    | 11º  | -    | -    | -    | -    | -    | -    | -    | -    | -    | -    | -    | -    | 1              |
| Lettonia             | -    | -    | -    | -    | -    | -    | -    | -    | -    | -    | -    | -    | -    | 24º  | -    | 1              |

Legenda
- 1° – Vincitore
- 2° – Secondo posto
- 3° – Terzo posto
- Altra numerazione - piazzamenti in classifica
- Q – Qualificata
- SQ – Squalificata

Note
- 1: i risultati si riferiscono alla Repubblica Federale di Jugoslavia fino al 2003, a Serbia e Montenegro fino al 2006